# Peter Genever
Peter Genever (* 23. Oktober 1973 in Aldershot) ist ein ehemaliger englischer Squashspieler.

## Karriere
Peter Genever begann 1996 seine Karriere auf der PSA World Tour und gewann auf dieser insgesamt vier Titel. Er erreichte mit Rang 23 im März 2001 seine höchste Platzierung in der Weltrangliste. 2002 und 2003 nahm er an der Weltmeisterschaft teil und erreichte dabei 2003 die zweite Runde. Genever beendete 2005 seine Karriere.
Seit seinem Rücktritt ist er als Trainer aktiv, ab 2007 trainierte er unter anderem Mohd Nafiizwan Adnan. Zu Beginn des Jahres 2012 wurde er als Nationaltrainer der malaysischen Nationalmannschaft verpflichtet und blieb bis Februar 2019 in dieser Position. Im September 2020 wurde er Nationaltrainer Hongkongs.
Genever hat zwei Söhne.

## Erfolge
- Gewonnene PSA-Titel: 4